# Успение Богородично (Хомондос)
„Успение Богородично“ (на гръцки: Ιερός Ναός Κοιμήσεως της Θεοτόκου) е православна църква в сярското село Хомондос (Ано Митруси), Егейска Македония, Гърция, енорийски храм на Сярската и Нигритска епархия на Вселенската патриаршия.

## История
Основният камък на храма е поставен на 13 ноември 1997 година и църквата е осветена на 28 юни 2003 година. Храмът е кръстокуполна базилика с вградена висока камбанария в югозападния ъгъл.
Към енорията принадлежат и църквата „Свети Рафаил, Николай и Ирина“, както и гробищната църква „Свети Илия“.